# سيلين رينوز
كانت سيلين رينوز (7 يناير عام 1840 - 22 فبراير عام 1928) كاتبة نسوية وناشطة بلجيكية اشتهرت بأعمالها حول التطور ونظرية المعرفة وعلم التاريخ.
هجرت رينوز زوجها بعد خروجها من زواج مضطرب وإنجابها لأربعة أطفال، واستهلت سيرتها ككاتبة في باريس. دعت رينوز إلى هدم البنى الأبوية ووجهات النظر القامعة للمرأة في مجموعة زاخرة من الكتب والمحاضرات والمقالات والمراسلات التي ألفتها. واستعرضت في فلسفتها التي حملت اسم «الصوفية الجديدة» مقاربة بديلة للعلوم تبتعد عن السطوة الذكورية وساندت النظام الأمومي بوصفه نظامًا اجتماعيًا مثاليًا. نقلت رينوز المقاربة الصوفية الجديدة إلى علم التاريخ في أعمالها اللاحقة وانتقدت السرد المجتمعي المتحور حول الذكور واقترحت تفسيرًا نسويًا جديدًا للوقائع التاريخية.
كانت نظريات رينوز بالغة الراديكالية بالنسبة إلى معظم النسويين في عصرها، ولم تحظى محاولاتها الرامية إلى إعادة صياغة المنهجية العلمية بدعمٍ من قبل العالمات اللواتي تلقين تأهيلًا أكثر رسميةً. كانت أفكار رينوز محط رفض وتجاهل المؤسسة العلمية الذكورية التي كثيرًا ما كانت تنتقدها. كتبت آخر أعمالها وهي فقيرة. ومع ذلك اعتُرف برينوز باعتبارها واحدة من قلة قليلة من النساء اللاتي ذاع صيتهن في الأوساط العلمية الفرنسية، واعتبرها زملاؤها النسويين إحدى داعمي حملاتهم المناوئة للاضطهاد.

## نشأتها
ولدت رينوز في مدينة لياج. كان والدها إيمانويل نيكولا رينوز يعمل كاتب عدل لدى الحكومة، ولعب دورًا هامًا في الثورة البلجيكية سنة 1830. تركت آرائه الليبرالية الصريحة أثرًا قويًا على ابنته. أحجمت الكنيسة الكاثوليكية عن دفن جثمان رينوز الأب دفنًا دينيًا نظرًا لمعتقداته السياسية. وأدى امتناع الكنيسة عن الأمر إلى نشوب خلاف بين السكان المحليين من الكاثوليك والليبراليين. ورث شقيق سيلين مكتبة الوالد بعد وفاته إذ ادعى أن «مسؤولية تأمين الكتب للعائلة وقعت على عاتق الرجل».
انحصر تأهيل رينوز الرسمي على تلقيها لعدد من الدروس الأساسية التي كانت شائعة في إطار تعليم الفتيات خلال القرن التاسع عشر. تزوجت رينوز بعدها طالب الهندسة أنخل مورو غويري وهو ابن أحد المصرفيين المشهورين الإسبان ممن كانوا نشطين سياسيًا في عام 1859. انتقل الاثنان إلى مدينة مدريد بعد تزوجهما وأنجبا سويًا أربعة أطفال. ومع ذلك أضحى زواجهما مضطربًا، وهجرت رينوز زوجها وانتقلت إلى باريس لتعيش فيها مع أطفالها في عام 1875. عمل مورو في ما بعد صحفيًا لعدد من الصحف الفرنسية والإسبانية، ولكنه اشتُهر بتأليفه لكتاب فن الطهي الإسباني الشهير الذي حمل عنوان «الممارس».

## سيرتها المهنية

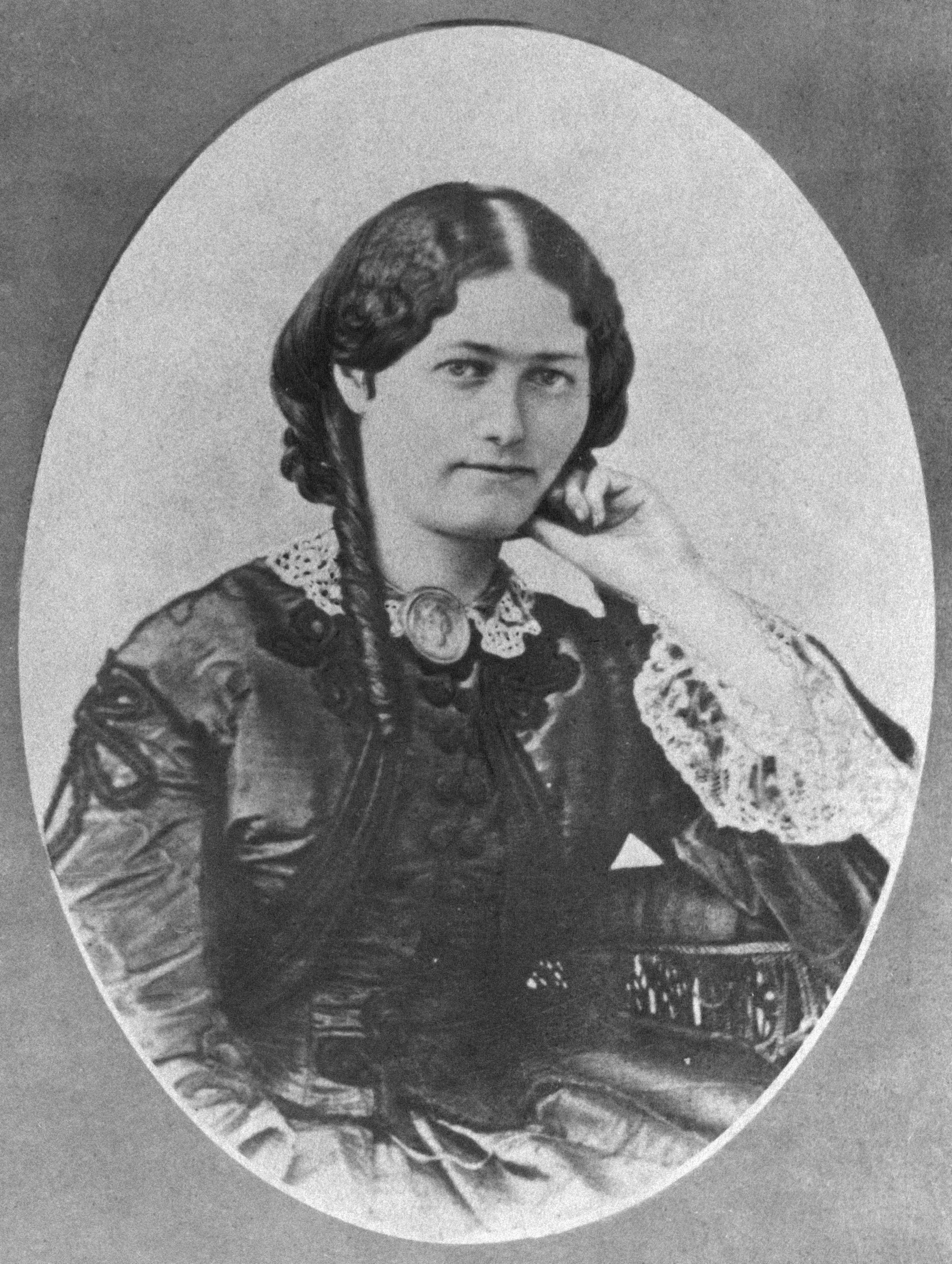
كليمنس روير 1865 نادار

استهلت رينوز مسيرتها المهنية غزيرة الإنتاج في التأليف والنشاط النسوي عقب انفصالها عن مورو. كذلك كان لها بصمتها في مجال الصحافة السجالية ونشرت أكثر من عشر مجلدات حول جملة من المواضيع الاجتماعية والعلمية. تميزت مؤلفات رينوز بإيلائها اهتمامًا كبيرًا لمواضيع التطور وعلم الإنسان، وهو ما كان يعتبر موقفًا مناوئًا لسطوة رجال الدين ويحمل في فحواه حماسة راديكالية شديدة كانت رينوز ترمي من خلالها إلى التأكيد على أهمية الأمومة. حاججت أعمالها بأن النساء تستحق مكانةً اجتماعيةً أعلى من الرجال مما يجعل النظام الأمومي إحدى المثاليات الاجتماعية. استمدت وجمعت فلسفة رينوز أفكارًا مستقاة من عدة منظرين عاصروها ومن ضمنهم كل من باتريك غيدز وجون أرثر طومسون ويوهان ياكوب باخوفن، وبذلك طرحت فلسفتها وجهة نظرٍ بديلة للعلوم والتاريخ تمحورت أساسًا حول المرأة وأطلقت عليها اسم «العلم الجديد».

### النظرية التطورية
جاء كتابها الأول الذي حمل عنوان أصول الحيوانات (1883) ردًا على كتاب أصل الأنواع لتشارلز داروين والذي نُشر في فرنسا سنة 1862 كنسخة ترجمها كليمونس روير. وصفت رينوز نظرية داروين بأنها غير علمية وجادلت لصالح وضع نظرية تطورية قائمة على علم الأجنة عوضًا عن ذلك. خلصت رينوز إلى أنه يمكن إرجاع أسلاف البشر إلى المملكة النباتية وتحديدًا إلى فصيلة البقوليات. من الممكن أن هذا المفهوم كان متأثرًا بنظرية الاستعادة لإرنست هيكل. يقابل رأس الإنسان في نظرية رينوز كرة الجذر عند النبات، في حين يقابل الجذع والفروع في النبات الجسم عند الإنسان. رفضت رينوز فكرة الاصطفاء الطبيعي المنوطة بتطور الإنسان معتبرةً بأن البشر بطبيعتهم يميلون للتعاون (وهو اعتقادها ذاته في ما يخص النبات) بدلًا من ميلهم للتنافس مثل الحيوانات الأخرى. ذكرت رينوز في إحدى المقالات بأن نظريتها النباتية لم تكن مشتقةً من أبحاثٍ علمية بل راودتها حدسيًا حين كانت خارجةً من مبنى المكتبة الوطنية الفرنسية بعد قراءتها كتاب «من الرجل» لكلود أدريان هلفتيوس. كذلك أرجعت نظرياتها الأخرى لقدرتها الحدسية هذه والتي تجلت في عدة مناسبات أخرى.
انتقدت المؤسسة العلمية الذكورية نظريتها التطورية واستهزأت بها. قابل الناشرون في شركة بالير الشهيرة للنشر النظرية بالرفض وادعوا عدم قرائتهم للعمل قبل نشره. في عام 1887، أخبرها الاشتراكي ماتياس ماري دوفال حين اجتمع بها وجهًا لوجه بأنها كانت مصابة بالعته. سببت تصريحات دوفال انزعاجًا بالغا في نفس رينوز وتركت المواجهة أثرًا عليها لسنوات عديدة لاحقة إذ كتبت في مذكراتها: «لقد جسد شخصية المسيح الدجال المرعبة والشيطانية من خلال صراعه الهائل مع المرأة... لقد كان دوفال مخربًا للعلم». أثارت الانتقادات الأخرى التي واجهتها رينوز ردودًا لاذعة منها. وهكذا بدأت بمرور الوقت ترى أعدائًا لها أينما ذهبت وتملكتها هواجس اقتربت من حد الاراتياب. كذلك كانت ذكريات زواجها المضطرب من التأثيرات الأخرى التي تركت أثرها على وجهة نظر رينوز تجاه العالم والتي أشارت إليها باسم «التتلمذة البائسة» وهو ما قادها إلى اكتشاف ما سمته بـ«أصول الشر» على حد تعبيرها.
وجه عميد كلية العلوم في جامعة فرنسا إدمون هيبير دعوة إلى رينوز من أجل إلقاء محاضرة في السوربون تشرح فيها نظريتها في عام 1887. غير أن محاضرتها (على غرار أطروحتها) لاقت استقبالًا فاترًا.

## حياتها الشخصية
كان كليمونس روير أحد معارف رينوز إذ تبادل الاثنان الرسائل دوريًا على طول مدة فاقت العشرين عامًا. تراسلت رينوز أيضًا مع الفنانة النسوية الفرنسية هيلين بيرتو ومع العديد من الزملاء الآخرين وهو ما اشتمل كلًا من داعمي نظرياتها والمشككين بها. التحقت رينوز بمحفل العقل المنتصر الماسوني المختلط في عام 1903. كذلك كانت عضوًا في جمعية باريس للإثنوغرافيا والجمعية الفرنسية لعلم النبات وهما من بين الجمعيات العلمية الباريسية التي قبلت انتساب النساء غير الخاضعات لتأهيلٍ رسمي فيها.
أنجبت سيلين رينوز ثلاث بنات وابن واحد ألا وهم ماريا لويز إرنستين المولودة في باريس عام 1860، وإرين أنطونيا المولودة أيضًا في باريس عام 1861، ومانويل خوان فيرناندو المولود في شيل عام 1863، وأليس فالنتينا جوزيفا المولودة في بلباو عام 1869. لم تتزوج ماريا وإرين وعاشتا مع والدتهما حتى وفاتهما إذ توفيت إرين في عام 1886 وتبعتها ماريا في عام 1910. عمل مانويل بيرو موظفًا لدى لجنة المالية التابعة للحكومة الإسبانية حين كان في التاسعة عشر من العمر، ولكنه توفي أيضًا في باريس جراء إصابته بالسل في عام 1890. بالرغم من أن رينوز باشرت حياتها المستقلة في باريس بميزانية حسنة غير أنها سرعان ما أصبحت في وضعٍ مالي لا تحسد عليه، وقضت معظم حياتها بين أحضان الفقر.
وصف صحفي أمريكي زار رينوز في عام 1919 بـ«الامرأة الأرستقراطية الصغيرة الطاعنة في السن التي يبلغ عمرها ثمانين عامًا على الأرجح ذات العيون الحالمة والثاقبة في نظراتها والصوت الرقيق»، وأنها كانت تعيش في شقة صغيرة بالطابق العلوي في أحد الشوارع الخلفية بالقرب من منطقة تروكاديرو. توفيت رينوز في باريس عام 1928 بعد فترة وجيزة من إصابتها بالمرض. دفن رمادها في المرمدة التابعة لمقبرة بير لاشيز.